# West Kensington (stacja metra)
West Kensington - stacja metra londyńskiego na terenie London Borough of Hammersmith and Fulham, leżąca na trasie District Line. Została oddana do użytku w 1874 roku. W roku 2007 skorzystało z niej ok. 4,838 mln pasażerów. Należy do drugiej strefy biletowej.

## Galeria

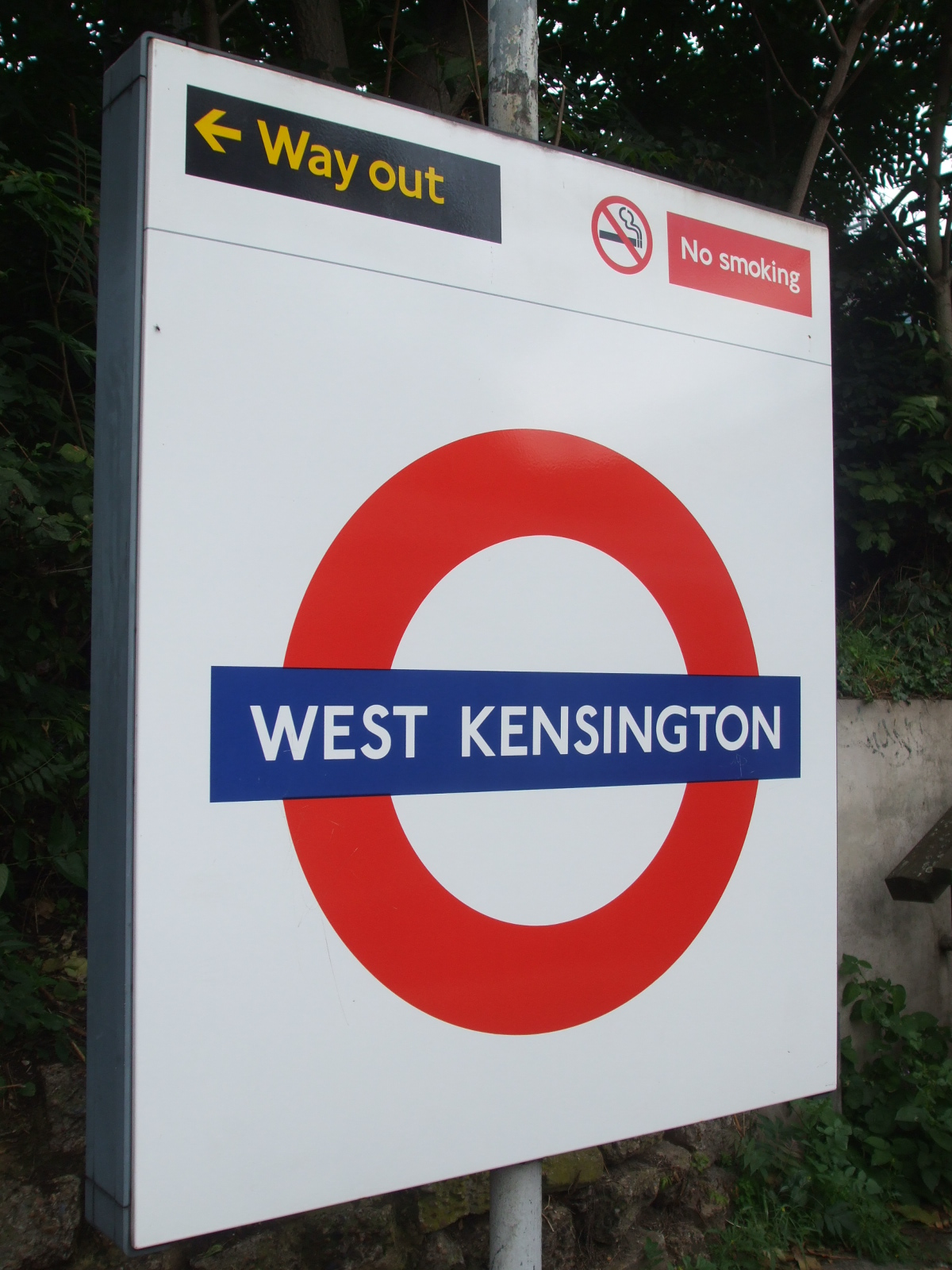
Logo stacji
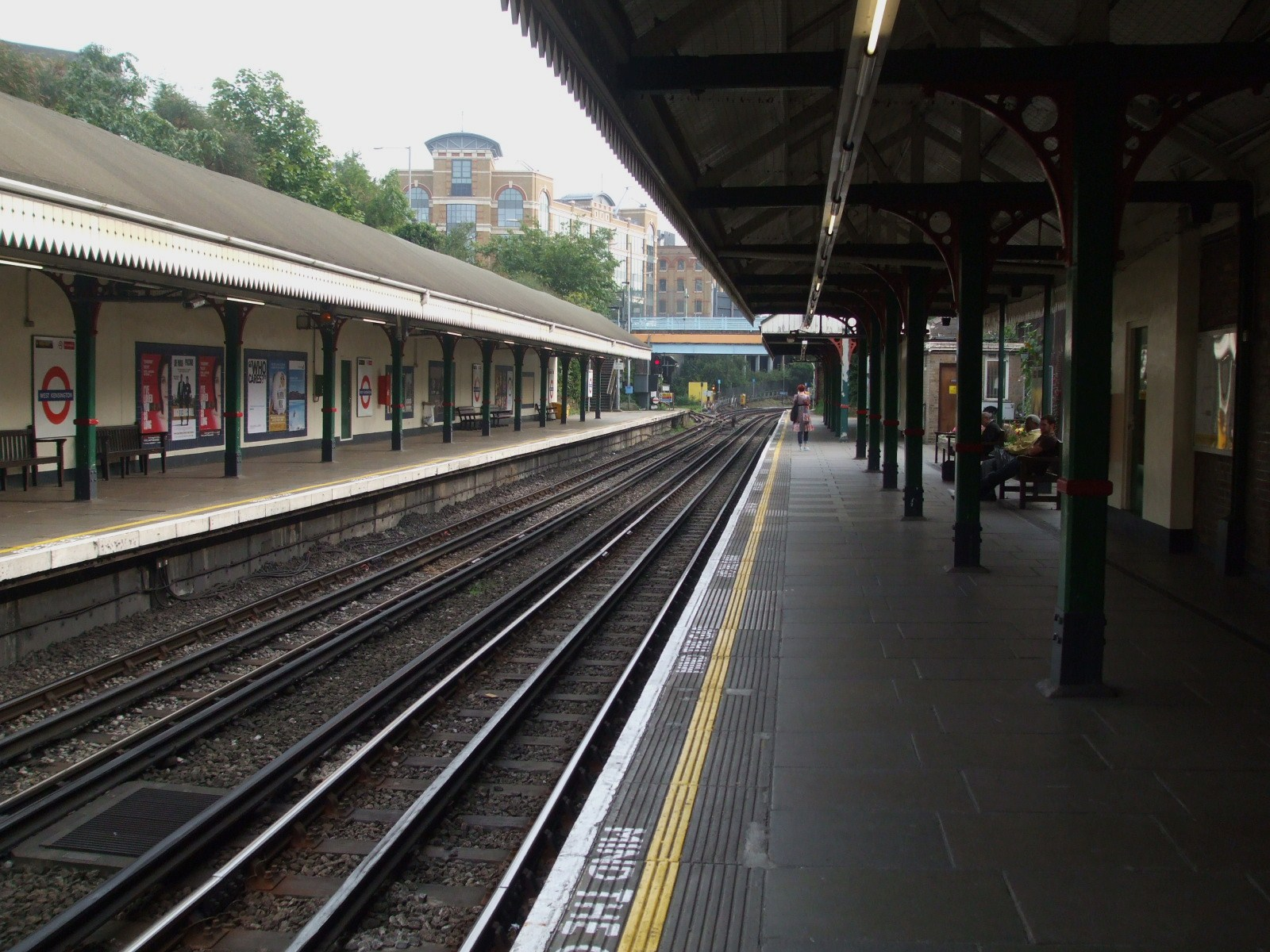
Perony